# 1722년 영국 총선
휘그당은 각 지방의 통제력 강화를 통해, 선거 후원을 거의 독점하다시피 함으로써, 지지율이 떨어졌음에도 불구하고 의석수를 더욱 늘리는데 성공한다.
이전 선거결과들에도 항상 부패와 후원의 영향은 있었지만 적어도 유권자들의 의견을 반영했다. 하지만 단일정당 정부가 성립되면서, 그 영향이 여당의 승리를 보장하기 위해 쓰이게 된다. 이 선거는 18세기의 선거패턴을 설정하게 됐다; 휘그당 과두정치 동안 계파갈등이 감소하면서, 선거장비가 쉬워졌고, 영국 정부는 거의 항상 승리를 보장하게 된다.

## 선거 결과
| 정당   | 의석 수 |
| ------ | ------- |
| 휘그당 | 389     |
| 토리당 | 169     |
| 합계   | 558석   |